# Erannis fasciaria
Erannis fasciaria är en fjärilsart som beskrevs av Otto Friedrich Bernhard von Linstow 1907. Erannis fasciaria ingår i släktet Erannis och familjen mätare. Inga underarter finns listade i Catalogue of Life.